# Курбанов, Шарапутдин Курбанович
Шарапутдин Курбанович Курбанов (27 апреля 1972) — российский тяжелоатлет и российский тренер по тяжёлой атлетике, судья.

## Карьера
Является воспитанником тренера Арипа Пирбудагова. С 2000 года Шарапутдин занялся тренерской деятельностью. Курбанов в начале 2000-х годов занялся популизацией тяжёлой атлетикой в Сургутском районе Ханты-Мансийского автономного округа. Так, в 2000 году Курбанов открыл зал тяжёлой атлетики в посёлке Солнечный. В 2002 году Курбанов Шарапутдин открыл зал тяжелой атлетики в посёлке Белый Яр. В 2010 году Курбанов открыл зал тяжелой атлетики в деревне Сайгатина. 3 августа 2015 года ему была присвоена квалификация спортивный судья всероссийской категории. В марте 2012 года в Самарской области на чемпионате России среди ветеранов Шарапутдин Курбанов в весовой категории до 66 килограммов и возрастной группе 35-40 лет занял 1 место и установил 2 рекорда России — в двоеборье 248 кг и в толчке — 140 кг. В конце июня 2012 года в Баку стал чемпионом Европы среди ветеранов. В апреле 2013 года Курбанов на чемпионате России среди ветеранов установил новый рекорд. Спортсмен выступил в возрастной категории 40-45 лет. В рывке он поднял 114 килограммов, в толчке - 141 кг. По итогам 2021 года стал лауреатом премии «Спортивная элита 2021» Сургутского района.

## Известные воспитанники
- Лизунов, Руслан Витальевич — чемпион и призёр чемпионатов России;
- Тимур Курбанов — мастер спорта России;
- Рустам Бийболатов;
- Талех Алиев;

## Личная жизнь
Сын: Тимур Курбанов — мастер спорта России, его воспитанник.